# Plumatella orbisperma
Plumatella orbisperma is een mosdiertjessoort uit de familie van de Plumatellidae. De wetenschappelijke naam van de soort is voor het eerst geldig gepubliceerd in 1882 door Kellicott.